# ميلاد جهاني
ميلاد جهاني (بالفارسية: میلاد جهانی) هو لاعب كرة قدم إيراني في مركز الوسط، ولد في 5 أبريل 1989 في جرجان في إيران. لعب مع نادي مس كرمان.

## وصلات خارجية
- ميلاد جهاني على موقع قاعدة بيانات كرة القدم.إي يو (الإنجليزية)
- ميلاد جهاني على موقع Soccerway.com (الإنجليزية)